# Batería flotante
La batería flotante es un tipo de embarcación armada, a menudo improvisada o experimental, que lleva armamento pesado pero tiene pocas otras cualidades como buque de guerra.

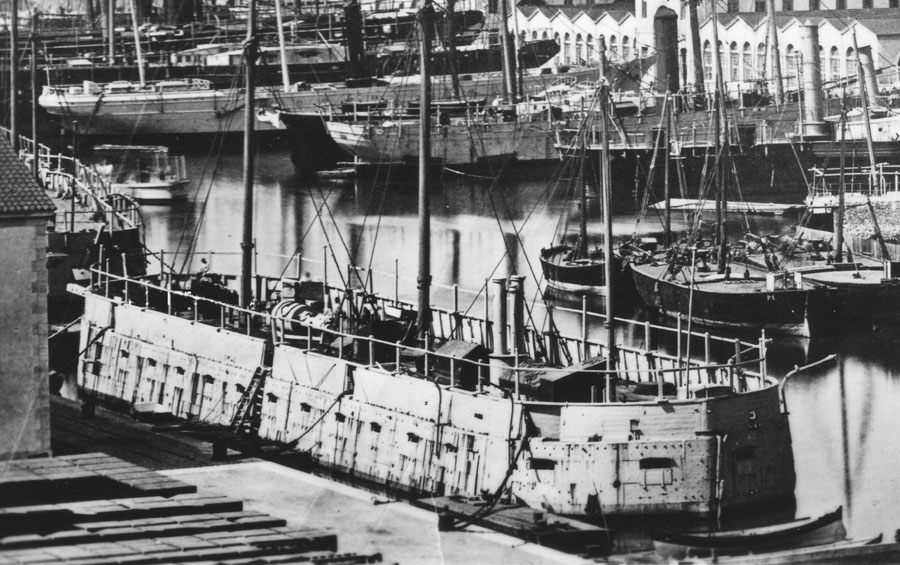
La batería flotante Ironclad de la Marina francesa Lave. Esta embarcación acorazada, junto con las similares Tonnante y Dévastation, derrotó a las baterías terrestres rusas en la Batalla de Kinburn (1855).

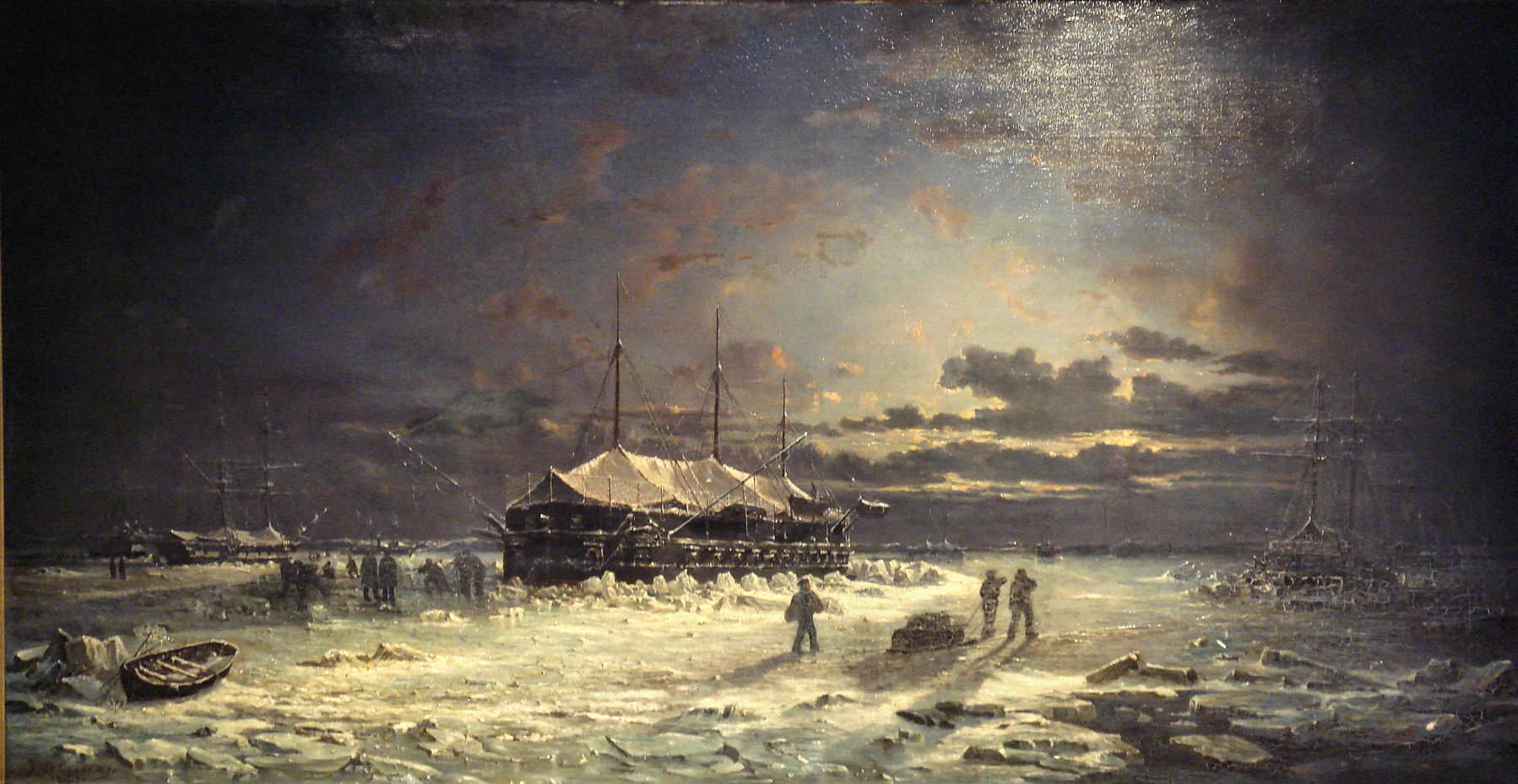
Una batería flotante blindada de la Clase Dévastation, que pasó el invierno de 1855-1856 en la Guerra de Crimea.

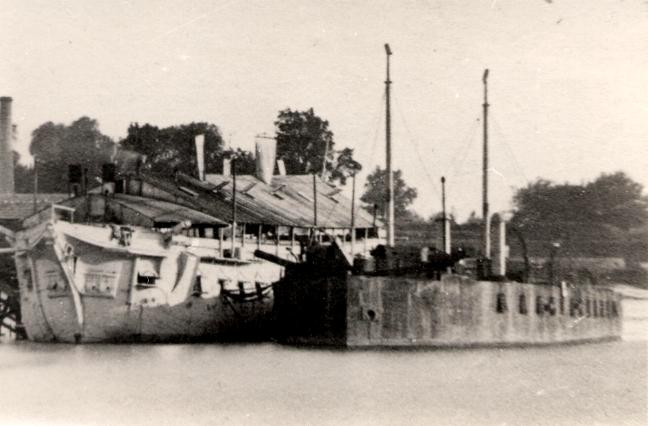
La batería flotante Paixhans (1862), diseñada para la guerra en Cochinchina.

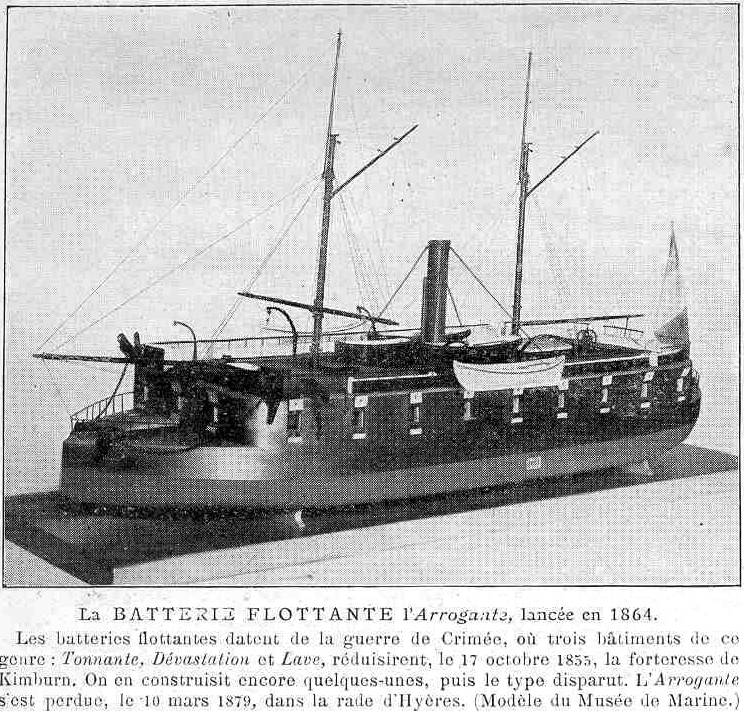
Maqueta de la batería flotante francesa Arrogante (1864).

## Historia
Durante la toma de Mahdía en 1550, García de Toledo Osorio hizo construir una batería flotante sobre dos galeras, dotada de nueve piezas detrás de fortificaciones, que resultó decisiva para capturar la fortaleza.
Nathaniel Uring atestigua el uso de balsas de madera cargadas con cañones por parte de los defensores daneses de Copenhague, contra los queches bomba de una flota combinada británico-holandesa-sueca en 1700.
En 1727, el ingeniero español Juan de Ochoa propuso al rey Felipe V el ingenio conocido como barcaza-espín, una batería flotante dotada de grueso blindaje, movida por remos y erizada de arietes. El fin de la guerra anglo-española hizo que el proyecto fuera abandonado antes de construirse.
Una aparición temprana fue en 1782 en el Gran Asedio de Gibraltar, diseñadas y construidas por el ingeniero francés Jean Le Michaud d'Arçon, si bien fueron un fracaso total, debiendo salvar la situación las lanchas cañoneras ideadas a su vez por el teniente general español Antonio Barceló.[cita requerida]
Una batería flotante especialmente diseñada fue Flådebatteri No. 1, diseñada por el ingeniero jefe Henrik Gerner en 1787, tenía 47 m (154 ft) de largo, 13 m (43 ft) de ancho y estaba armada con 24 cañones, y se usó durante la Batalla de Copenhague de 1801 bajo el mando de Peter Willemoes. Los británicos hicieron un uso limitado de baterías flotantes durante las Guerras revolucionarias francesas y Napoleónicas, con las baterías flotantes de dos buques clase Mosquito y de clase Firm, y algunos buques individuales como el HMS Redoubt.
Las baterías flotantes más notables se construyeron o diseñaron en el siglo XIX y están relacionadas con el desarrollo del primer buque de guerra a vapor y el acorazado.
El USS Demologos, el primer buque de guerra propulsado por vapor, fue una batería flotante diseñada para la protección del Puerto de Nueva York en la Guerra anglo-estadounidense de 1812.
En la década de 1850, las armadas británica y francesa desplegaron baterías flotantes con blindaje de hierro como complemento de la flota de batalla de vapor con casco de madera en la Guerra de Crimea. El papel de la batería era ayudar a los buques armados con  morteros y a los cañoneros sin blindaje a bombardear las fortificaciones costeras. Los franceses utilizaron sus baterías en 1855 contra las defensas de Kinburn en el Mar Negro, donde fueron eficaces contra las defensas costeras rusas. Los británicos planearon usar los suyos en el Mar Báltico contra la base naval de Kronstadt, y pueden haber influido en hacer que los rusos pidieran la paz.  Sin embargo, Kronstadt fue ampliamente considerado como el arsenal naval más fuertemente fortificado del mundo durante la mayor parte del siglo XIX, mejorando continuamente sus defensas combinadas para hacer frente a los nuevos cambios en la tecnología. Incluso cuando las baterías blindadas británicas estaban listas para atacar Kronstadt a principios de 1856, los rusos ya habían construido nuevas redes de fuertes periféricos, sus propias baterías de mortero y minas marinas contra las que los británicos no tenían ningún sistema para dragarlas bajo fuego.
La batería flotante tradicional llamada Kotta Mara fue utilizada por los banjar y los dayak contra los holandeses durante la Guerra de Banjar (1859-1906). La batería se hacía agregando paredes (inclinadas y rectas) a una balsa hecha de troncos grandes. Algunas de ellas tenían forma de castillo y poseían baluartes con 4 cañones en cada uno. La kotta mara podía resistir los disparos de los cañones holandeses de 30 libras hasta una distancia de 24,5 m, el alcance en el que el cañón podía penetrarla efectivamente.
Las baterías flotantes fueron implementadas popularmente tanto por la Unión como por la Confederación durante la Guerra de Secesión. La primera fue la Batería flotante Confederada del puerto de Charleston, que participó activamente en el bombardeo de Fort Sumter en abril de 1861. Las embarcaciones acorazadas experimentales que resultaron demasiado engorrosas o carecían de potencia a menudo se convertían en baterías flotantes y se destinaban al control de ríos y vías navegables costeras, Aquí también, las baterías de la Guerra de Secesión e incluso los acorazados, como los famosos monitores, eran sumamente vulnerables a las minas protegidas a su vez por fuertes. Como resultado, las defensas combinadas de Charleston, Carolina del Sur por ejemplo, nunca fueron superadas por la Armada de la Unión.
En la guerra del guano y el salitre se consideraron a los ya veteranos monitores Manco Cápac y Atahualpa de la escuadra Peruana como baterías flotantes, sobre todo porque su propulsión ya era casi nula. Pero incluso en tales condiciones lograron éxitos considerables en la defensa de Arica contra el capturado monitor Huascar y la corbeta Magallanes, a los que rechazaron exitosamente después que una bala de 500 libras del Manco Cápac liquidó a su comandante Manuel Thompson, aunque el desenlace fue el auto hundimiento de ambos barcos en un esfuerzo de evitar su captura por los chilenos.